# Dysdera magna
Dysdera magna este o specie de păianjeni din genul Dysdera, familia Dysderidae, descrisă de Keyserling, 1877. Conform Catalogue of Life specia Dysdera magna nu are subspecii cunoscute.